# Grafton Underwood
Grafton Underwood is een civil parish in het bestuurlijke gebied Kettering, in het Engelse graafschap Northamptonshire met 146 inwoners.